# Leila (Marke)
Leila war eine Marke kleiner Transporter von Dr. Ing. Gieren & Co. in Frankfurt am Main im Gärtnerweg Nr. 13, einem Unternehmen, das von 1925 bis 1927 Nutzfahrzeuge mit Verbrennungsmotor herstellte.

## Geschichte
Dr. Ing. Gieren & Co. hatte ein kleines Nutzfahrzeug entwickelt, das für viele verschiedene Anwendungsfälle geeignet sein sollte. So zielte der Hersteller auf folgende Branchen: Bäckereien, Konditoreien, Metzgereien, Haushaltsgeschäfte, Paketdienste, Gärtnereien, Molkereien, Bierbrauer, aber auch Beerdigungsinstitute. Die Deutsche Reichspost erprobte 1926 Leila-Transporter mit der Werbeaufschrift „»Leila.« Leichtlastkraftwagen der Firma Dr. ing. Gieren & Co. Frankfurt a. M.“. Diese Postfahrzeuge hatten einen geschlossenen Aufbau.

## Fahrzeugmodelle
Erstes Modell war 1925 ein kleiner Transporter mit offenem Fahrersitz und offener Ladefläche für 0,5 t, der unter dem Namen Leila („Leichter Lastwagen“) als Frontlenker auf den Markt kam. Er hatte luftbereifte Drahtspeichenräder. Der Motor war ein am Heck angebauter luftgekühlter Einzylinder mit 500 cm³ Hubraum, der etwa 8 bis 10 PS leistete. Die Höchstgeschwindigkeit lag bei 35 bis 40 km/h. Auf Wunsch war auch ein wassergekühlten Zweizylindermotor mit vergleichbarer Leistung erhältlich. Die Kraft wurde über ein Friktionsscheibengetriebe an die Hinterräder übertragen. Der Typ „I“ hatte eine Ladefläche von 1200 mm × 900 mm. Außer dem Frontlenker wurde ein geschlossener Lieferwagen mit vorn unter einer Haube eingebautem Motor angeboten.
Das Fahrzeug wurde als Typ „II“ zum 0,75-Tonner weiterentwickelt. Es war wie Typ I ein Frontlenker mit einem 16 PS starken Zweizylindermotor. Der Motor wurde unter dem Rahmen in der Mitte zwischen den Achsen eingebaut. Zum Anlassen gab es eine Anlasserkurbel auf der rechten Seite. Bei diesem Modell wurde die Kraft über zwei Ketten auf die Hinterräder übertragen. Das Getriebe von der Zahnradfabrik Friedrichshafen hatte drei Gänge. Der Radstand betrug 1860 mm, die Fahrzeuglänge ohne Pritschenüberstand 3350 mm. Die Spurweite lag bei 1100 mm. Die Ladefläche konnte auf 2500 mm × 1400 mm vergrößert werden. Ab 1926 hatten die Transporter gummibereifte Stahlscheibenräder.
Als nächstgrößeres Fahrzeug wurde der Typ „III“ mit einer Tonne Nutzlast und luftgekühltem 1100-cm³-V-Motor entwickelt. Die letzten Ausführungen der Leila-Transporter hatten zum Anlassen des Motors einen vom Fahrersitz aus zu betätigenden Kickstarter. Als Verkaufspreise wurden 2.300 Reichsmark für einen offenen Wagen mit luftgekühltem Motor genannt bis hin zu 13.600 Reichsmark für einen geschlossenen Wagen mit wassergekühltem Zweizylindermotor. Das in der Verkaufsprospektzeichnung erkennbare Emblem der Marke vorn an der Stirnwand war der Leila-Schriftzug in einem Kreis. Neben den Transportern sollte 1927 ein kleiner Pkw mit der Bezeichnung Tourist eingeführt werden. Dieser Wagen hatte Platz für 2 bis 3 Personen und war mit zwei Steuer-PS angegeben. Zielgruppe waren Handlungsreisende und Gewerbetreibende.